# ジェイムズ・グラフトン・ロジャーズ
ジェイムズ・グラフトン・ロジャーズ（James Grafton Rogers, 1883年 - 1971年4月23日）は、アメリカ合衆国の教育者、政治家。1931年から1933年までアメリカ合衆国国務次官補を務めた。

## 生涯
エドモンド・ジェイムズ・アームストロング・ロジャーズ (Edmond James Armstrong Rogers, 1852-1922) とマリア・ジョージナ・バレル (Maria Georgina Burrell, 1850-1939) の息子として誕生した。
国務省の東ヨーロッパ担当部長を経て、1931年2月27日にハーバート・フーヴァー大統領からアメリカ合衆国国務次官補に任命された。ロジャーズは1931年3月10日に着任し、フーヴァー大統領の任期満了後の1933年3月6日に退任した。
国務次官補退任後、コロラド大学法科大学院で学部長を務め、その後イェール大学法科大学院で教授となった。
1971年4月17日、ロジャーズは心臓発作を起こして入院し、7日後の4月24日に死去した。